# Shakespeare and Company

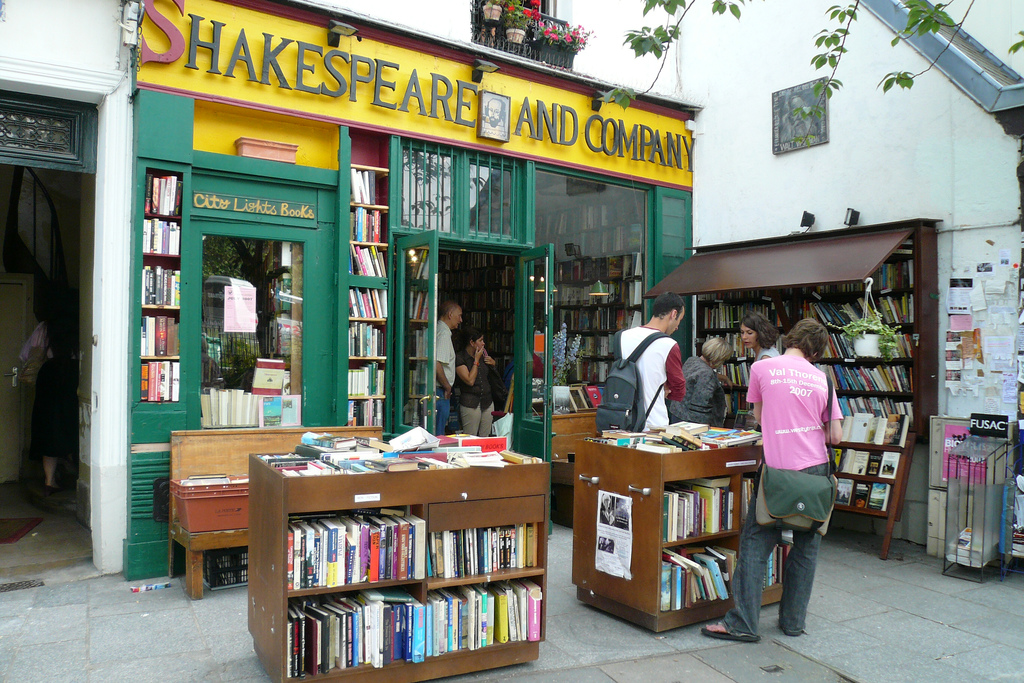
La librería Shakespeare and Company en 2007.

Shakespeare and Company es una librería independiente situada en el quinto distrito de París. Shakespeare and Company sirve al mismo tiempo como librería y biblioteca especializada en literatura anglosajona. Fue fundada el 19 de noviembre de 1919. El primer piso sirve también como refugio para los viajeros, conocidos como "tumbleweeds", albergados a cambio de algunas horas de trabajo en la librería cada día.El piso bajo dispone de un "wishing well", o pozo de los deseos al que los visitantes suelen arrojar monedas.

## Los años de Sylvia Beach
La propietaria más famosa de la librería fue Sylvia Beach, que fundó y regentó el establecimiento, en el 12 de la calle Odéon, entre los años 1919 y 1941 (el establecimiento se encuentra en la actualidad en el 37 de la calle Bûcherie). Durante ese periodo, la tienda fue considerada como el centro de la cultura anglo-americana en París. Era visitada a menudo por autores pertenecientes a la Generación Perdida, tales como Ernest Hemingway, Ezra Pound, F. Scott Fitzgerald, Gertrude Stein y James Joyce. El contenido de la librería era considerado de gran calidad y reflejaba los gustos literarios de Sylvia Beach. Shakespeare and Company, así como todos sus habituales, son mencionados continuamente en París era una fiesta de Hemingway. Los clientes podían comprar o tomar prestados libros como el controvertido El amante de Lady Chatterley de D. H. Lawrence, que había sido prohibido en Inglaterra y en los Estados Unidos.

### Ulises
Sylvia Beach fue la primera en publicar el libro de Joyce Ulises, en 1922. El libro fue posteriormente prohibido en Estados Unidos y en Inglaterra. Shakespeare and Company publicó varias ediciones más de este libro.

### Cierre
La primera sede de Shakespeare and Company fue cerrada en diciembre de 1941 debido a la ocupación de Francia por parte de las potencias del eje durante la Segunda Guerra Mundial. Se cuenta que la tienda cerró porque Sylvia Beach se negó a venderle a un oficial alemán la última copia de Finnegans Wake de Joyce. La tienda de la calle de L'Odéon no se ha vuelto a abrir.

## Los años de George Whitman
El 1951, otra librería anglosajona fue abierta en París, por el americano George Whitman, bajo el nombre de « Le Mistral ». Al igual que su predecesora, la tienda se convirtió en uno de los centros de la cultura literaria. Cuando Sylvia Beach murió, el nombre fue cambiado por el de Shakespeare and Company. En los años 1950 muchos escritores de la generación beat como por ejemplo Allen Ginsberg, Lawrence Ferlinghetti, Gregory Corso y William Burroughs se alojaban allí. La hija de Whitman, Sylvia, se ocupa ahora del establecimiento. Sigue instalada en el 37 de la rue de la Bûcherie, cerca de la plaza de Saint Michel y a dos pasos del Sena y de Notre Dame.
En el local de al lado en 2015 se abrió el café Shakespeare & Co, que ofrece comida orgánica y vegetariana.